# Gewone doolhofspin
De gewone doolhofspin (Agelena labyrinthica) is een spinnensoort uit de familie van de trechterspinnen (Agelenidae). De wetenschappelijke naam van de soort werd, als Araneus labyrinthicus, in 1758 gepubliceerd door Carl Alexander Clerck.
De spin is meestal te vinden in dichte begroeiing bij zonnige bosranden. De doolhofspin creëert enorme trechterwebben tussen gras of lage vegetatie.

## Kenmerken
De gewone doolhofspin bereikt een lichaamslengte van maximaal 14 millimeter als vrouwtjes, de mannetjes zijn maximaal 12 millimeter groot. De buik (opisthosoma) is grijsbruin van kleur. Het grijze haar vormt een patroon van licht schuine strepen. Bij oudere dieren verslijt het haar steeds meer, waardoor ze bruiner lijken dan jonge dieren. Het voorlichaam (prosoma) is geelbruin tot roodbruin gekleurd. De grijze midden- en randharen resulteren in twee brede lengtestrepen op het voorlichaam. De spinnentepels van de gewone doolhofspin zijn bijzonder lang en opvallend. De poten komen qua kleur overeen met het achterlijf en hebben geen speciaal patroon.

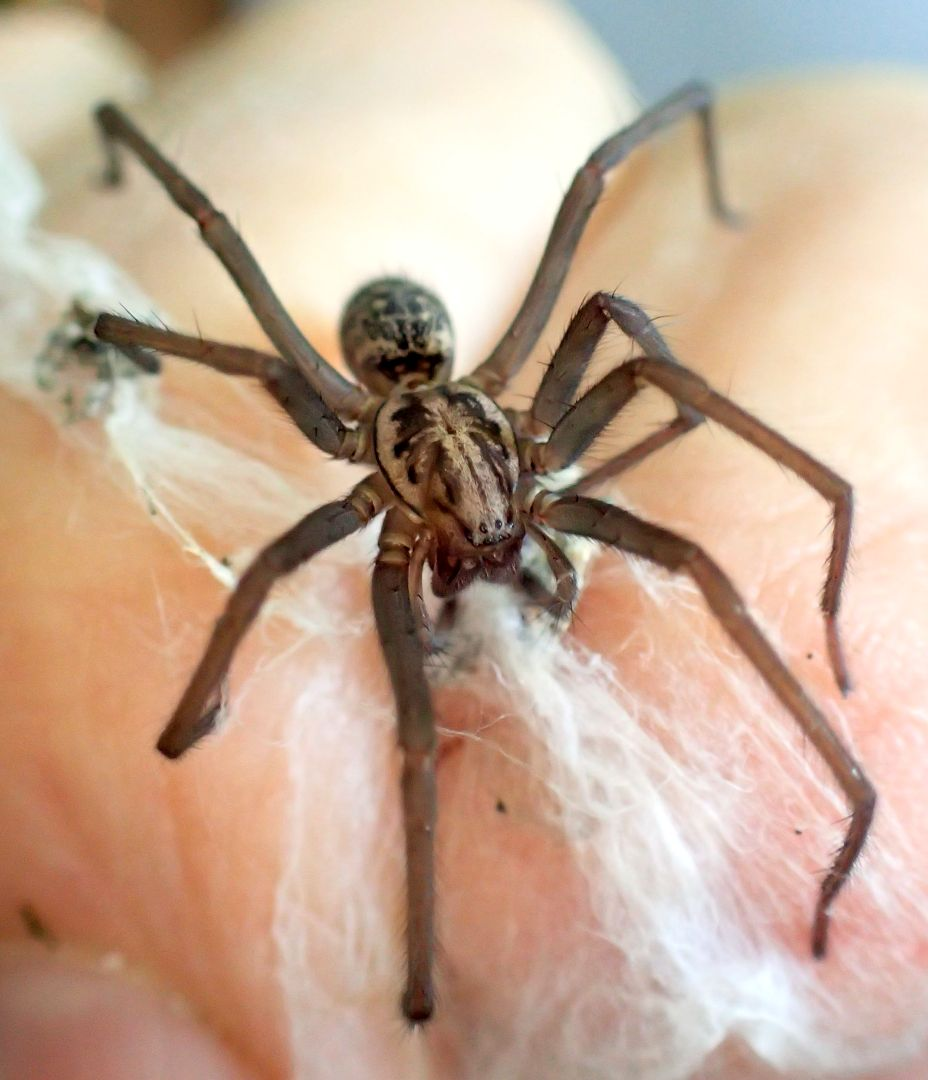
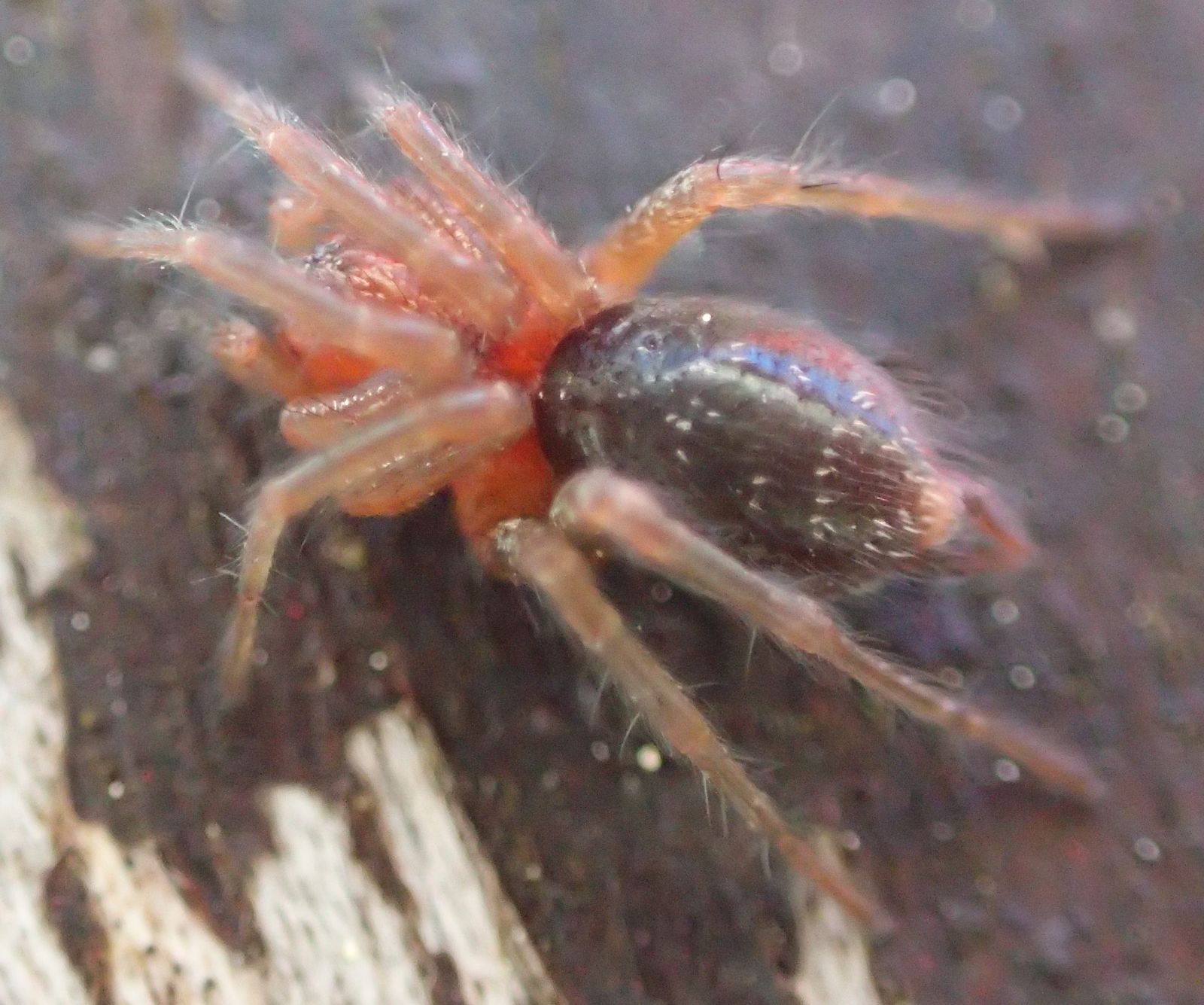
Zeer jong

## Web en prooidieren
Zoals de meeste trechterspinnen, bouwt de doolhofspin een strak geweven trechterweb met een hol nabij het midden van het web. Het net kan een diameter bereiken van 50 centimeter en wordt direct op de grond of op lage hoogte gebouwd. De spin wacht meestal in of voor het hoekje op prooiinsecten. Wanneer een prooi wordt waargenomen door het schudden van het web, rent de spin snel naar de prooi op het web en bindt deze vast met spinrag. Het insect raakt geïmmobiliseerd door een verlammende giftige beet. Hierna wordt het naar het hol getransporteerd en daar verteerd.
Bij verstoringen trekt de labyrintspin zich terug in de schuilplaats en kan in geval van nood door de naar achteren open trechter ontsnappen.

## Paring
De paring vindt plaats in de zomer. Het mannetje komt in het web van het vrouwtje. Als deze klaar is om te paren, blijft hij bij de trechteringang. Het mannetje grijpt dan het vrouwtje en steekt de pedipalpen in de epigyne. Na de paring ontwaakt het vrouwtje uit haar verdoving en het mannetje ontsnapt uit het web. Niet zelden wordt hij echter door het vrouwtje ingehaald en net als andere prooien gevangen en opgegeten.
In de nazomer verandert het vrouwtje haar web in een cocon. Deze wordt met sterk spinrag aan de begroeiing vastgemaakt. In deze cocon overwinteren de eitjes en jonge spinnen. Volgend voorjaar verlaten ze het nest.

## Voorkomen
De soort komt voor in het Palearctisch gebied: van Europe tot Centraal Azië, Mongolië, China, Korea en Japan, inclusief Nederland.

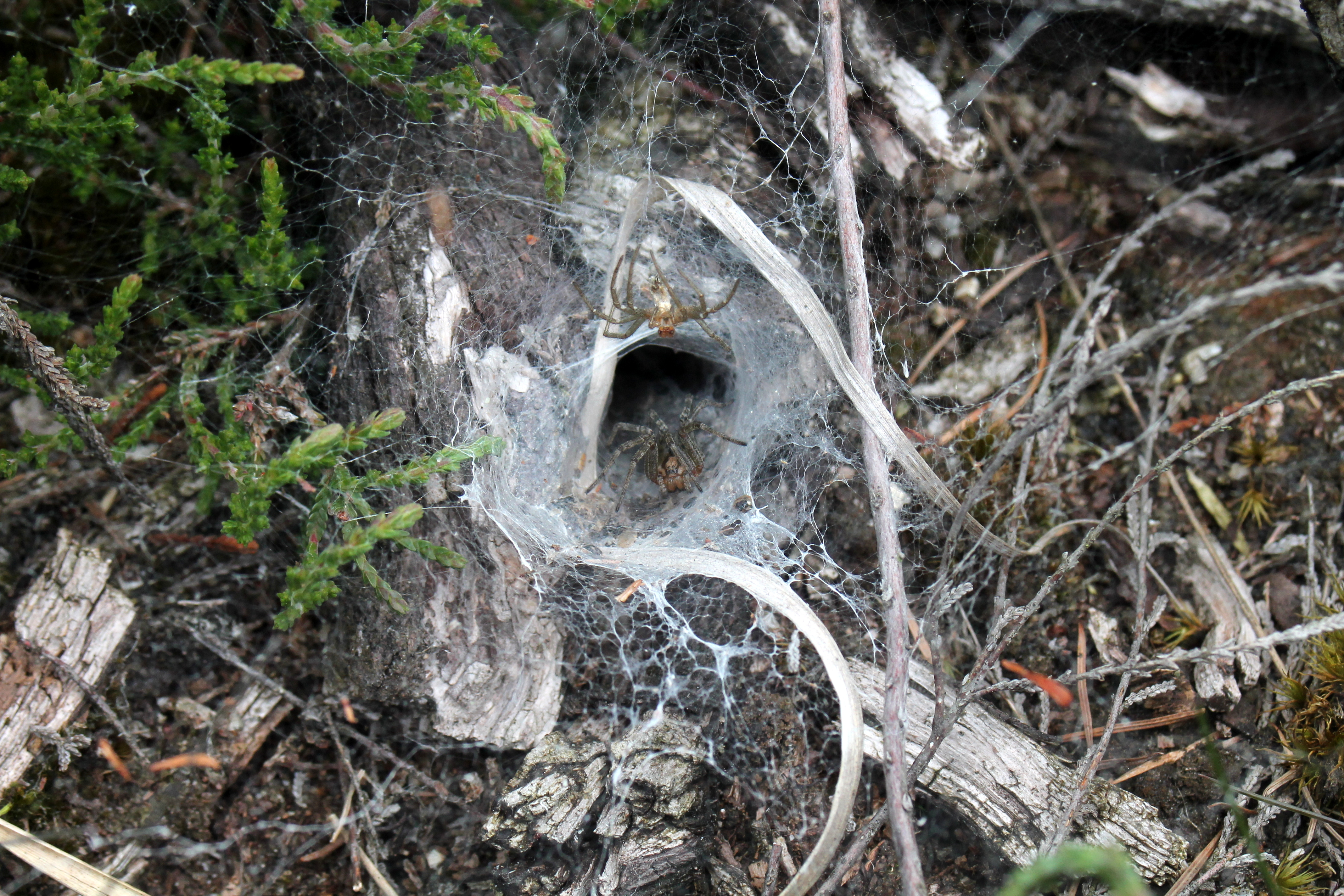
Een gewone doolhofspin en zijn afgeworpen huid, gefotografeerd in de Planken Wambuis, Nederland